# Intermedio Temprano

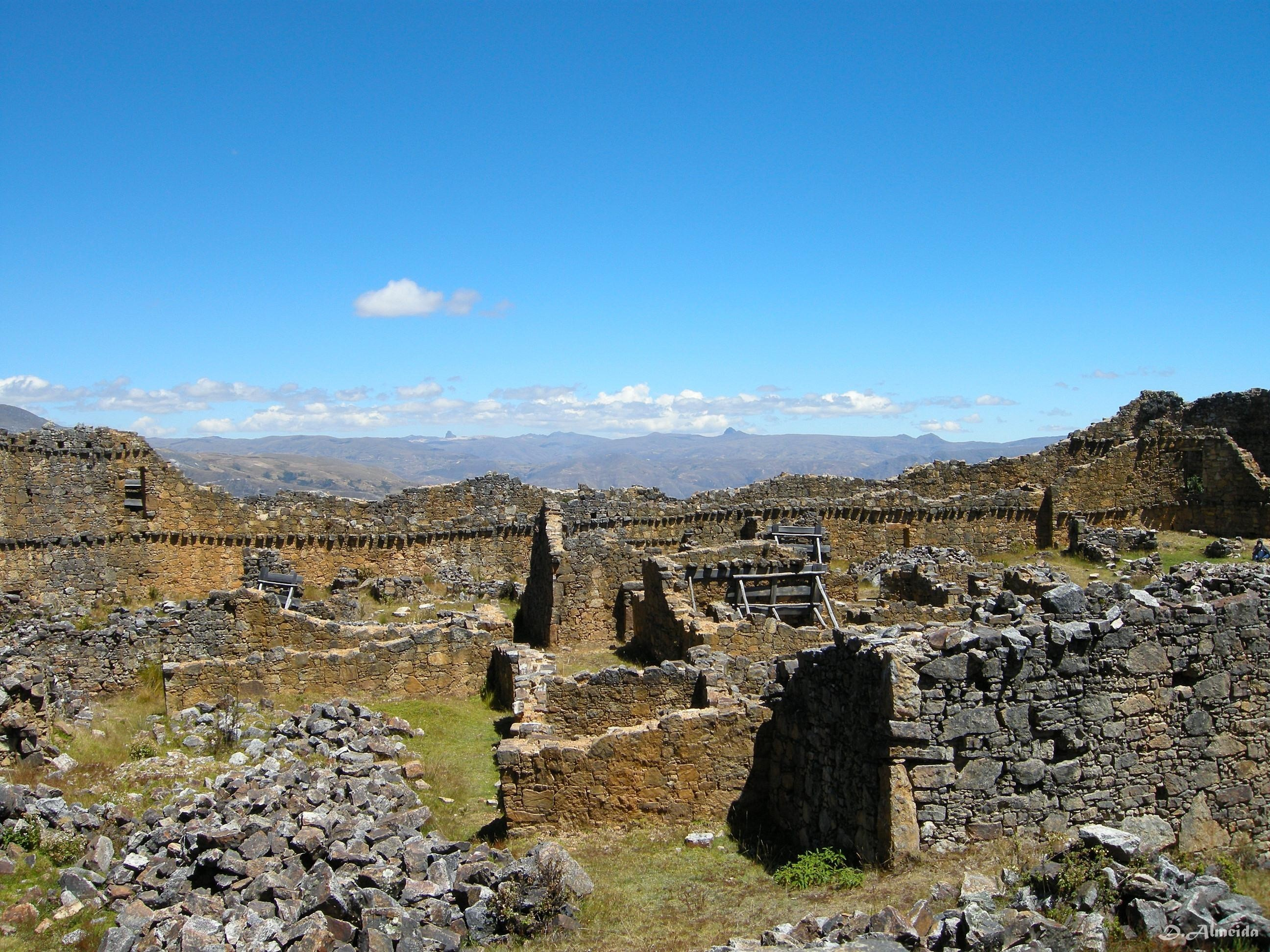
Recinto amurallado en Marcahuamachuco

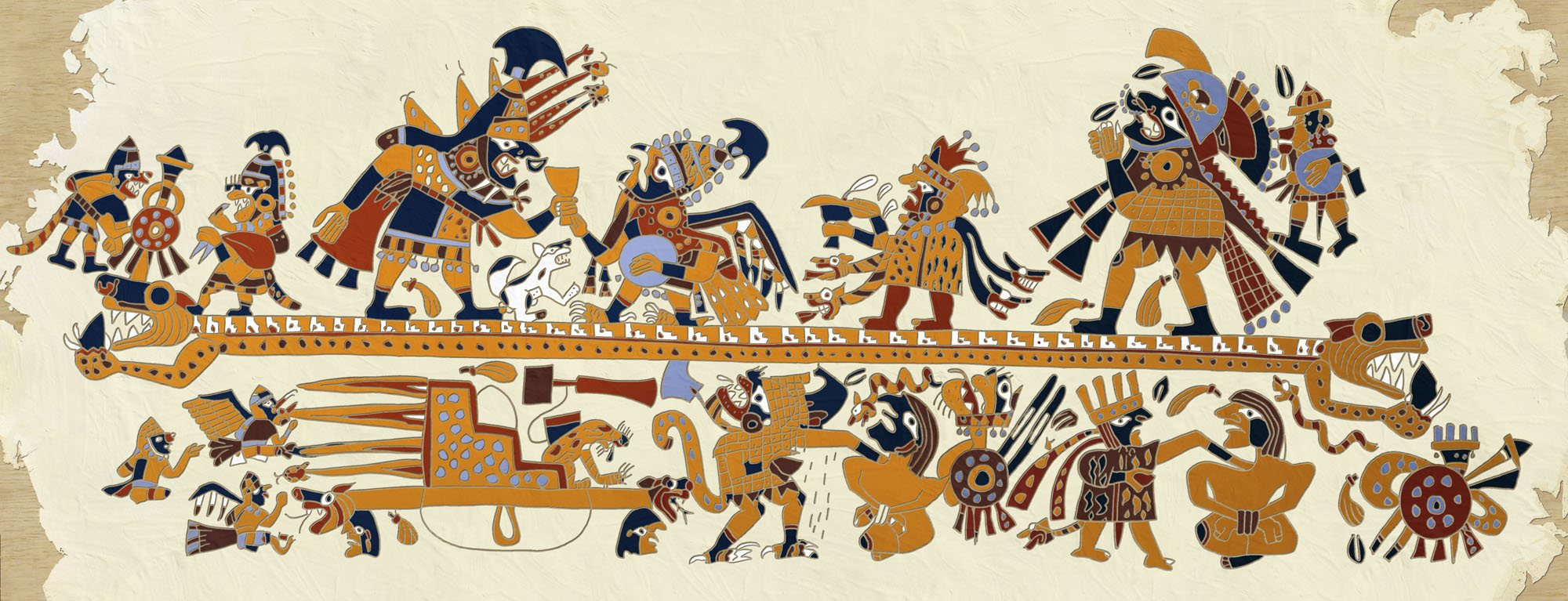
El sacrificio ritual mochica de prisioneros aparece representado en infinidad de cerámicas y relieves pintados en las huacas

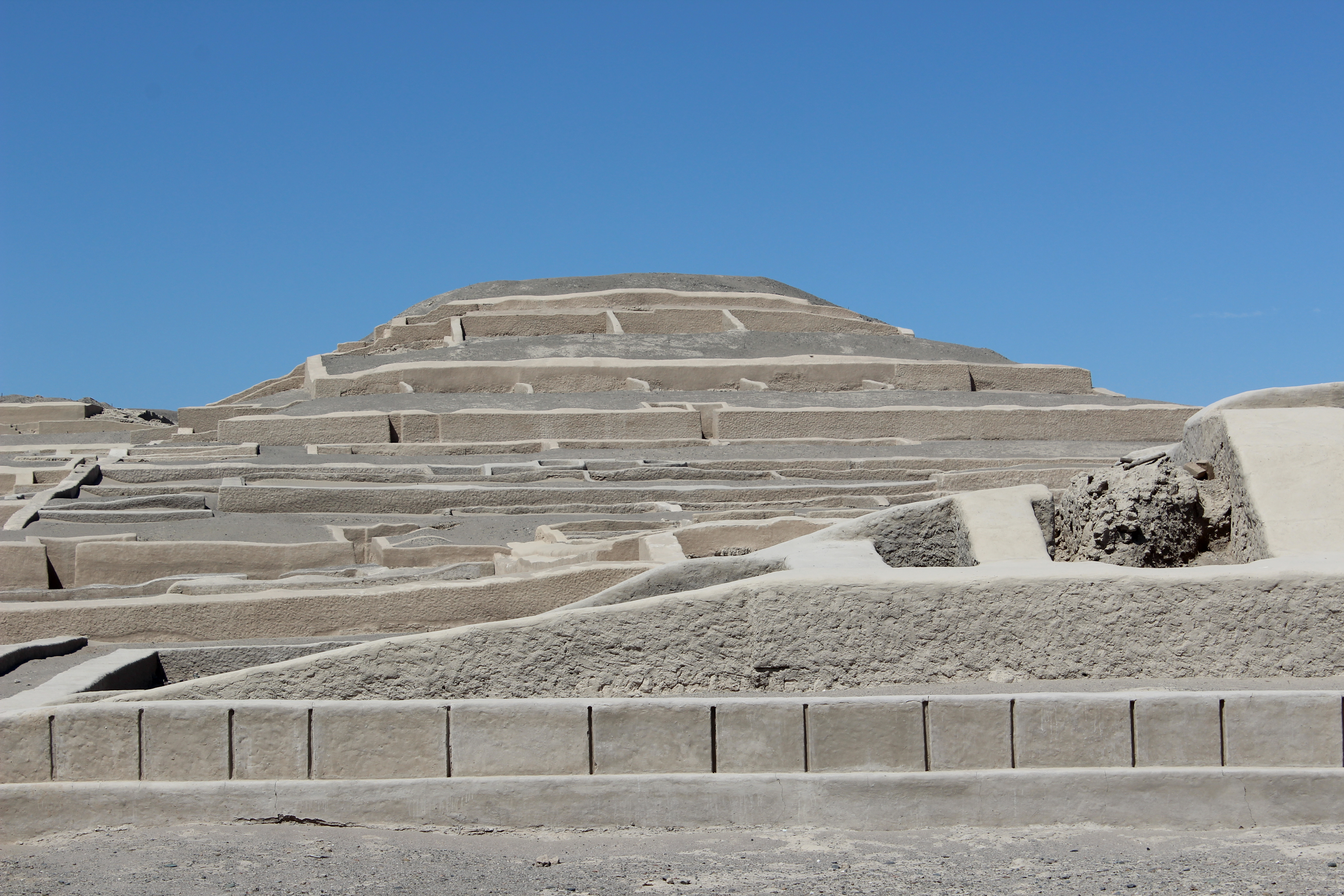
Pirámide principal nazca en Cahuachi

El Intermedio Temprano es una etapa del desarrollo de las sociedades prehispánicas de los Andes, situada entre el Horizonte Temprano o Chavín y el Horizonte Medio, abarcando desde el siglo II a. C. hasta el siglo VI d. C..
Este período se caracteriza por la formación de diversos reinos y culturas regionales en el área andina central,  con diferencias en sus estructuras sociales, expresiones artísticas y practicas religiosas. A diferencia del Horizonte Temprano, dominado por la influencia de la cultura Chavín, en esta etapa no existe una hegemonía cultural generalizada. Entre las principales culturas de este periodo se encuentran Nazca, Moche, Lima, Recuay y Cajamarca, cuyos restos arqueológicos evidencian su desarrollo y expansión.
El final del período Intermedio Temprano y el inicio del Horizonte Medio coinciden con la expansión de las civilizaciones suprarregionales Wari y Tiahuanaco.

## Denominaciones
- Periodo Intermedio Temprano
- Desarrollos Regionales
- Primer Intermedio
- Desarrollo General
- Etapa de Alta Cultura[1]

## Cronología
| Autor             | Denominación                 | Cronología      |
| ----------------- | ---------------------------- | --------------- |
| Lanning           | Intermedio Temprano          | 100 a. C. - 600 |
| Rowe-Menzel       | Intermedio Temprano          | 200 a. C. - 500 |
| Luis G. Lumbreras | Culturas Regionales          | 100 a. C. - 900 |
| Ravines           | Intermedio Temprano          | 100 a. C. - 700 |
| Lavalle           | Culturas Regionales Clásicas | 100 a. C. - 800 |

### Acuerdo
| Cronología            | Fecha de inicio                        | fecha de término                                                                              |
| --------------------- | -------------------------------------- | --------------------------------------------------------------------------------------------- |
| 200 a. C. - 700 d. C. | Descomposición de la influencia chavín | Hegemonía de la llajta Wari frente a la llajta de Ñahuinpuquio (Surgimiento del Imperio Wari) |

## Características principales
Por definición, el Intermedio Temprano comienza al final del Horizonte Temprano, después de la decadencia de la influencia chavín. Esto último se había manifestado en los andes centrales y en la costa norte peruana, mientras que en la costa sur se había limitado a incidir en los estilos artísticos sin poder, sin embargo, imponer un poder capaz de organizar obras de gran envergadura; la meseta del lago Titicaca, en cambio, había quedado fuera del contexto cultural de chavín, como parece indicar la ausencia de hallazgos atribuibles a él.

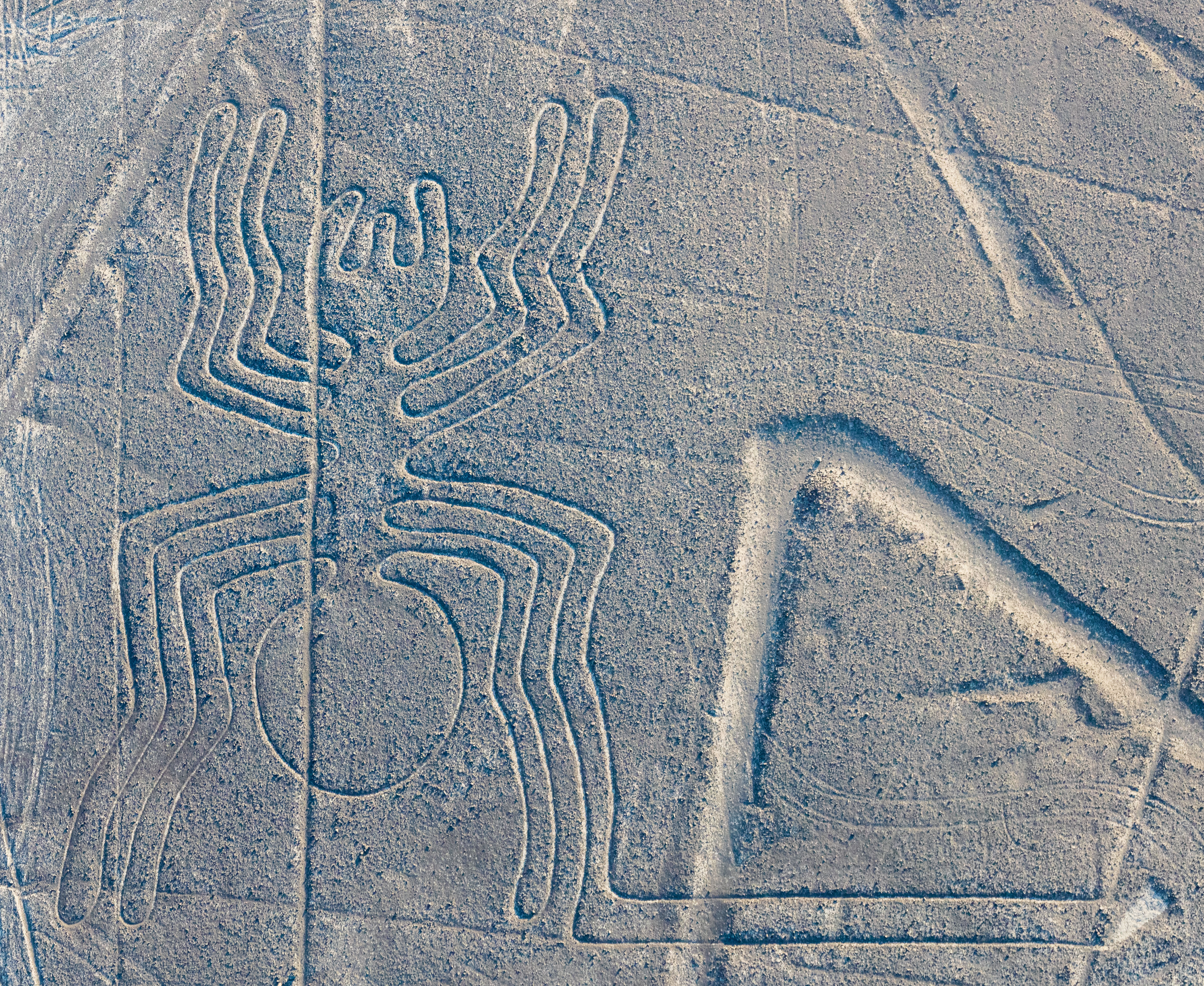
Vista aérea de la "Araña", uno de los geoglifos más conocidos de las Líneas de Nazca.

Por razones desconocidas para los arqueólogos, los sitios de chavín en la costa fueron abandonados, mientras que el centro ceremonial de Chavín de Huántar detuvo su desarrollo. En el período inmediatamente siguiente asistimos al nacimiento de numerosas culturas locales en diferentes áreas geográficas; al mismo tiempo, los hallazgos arqueológicos registran un aumento de las situaciones de conflicto y un crecimiento generalizado de la población, protagonista de una estratificación cada vez mayor de la sociedad. La mayoría de ellas parece haber estado regida por sofisticadas élites guerreras que alentaban la producción de objetos de arte de gran calidad, que son considerados algunas de las obras más importantes del arte americano precolombino.
Entre las civilizaciones más importantes que surgieron durante el Intermedio Temprano se encuentran los mochica en la costa norte del actual Perú, las de recuay en la zona montañosa de Ancash y los nazca en la costa sur; otras culturas de la época, conocidas casi exclusivamente por su producción artística, son Lima en la costa central, Pucará en el sur de Perú y Chiripa en el norte de Bolivia.
El final del Intermedio Temprano y el inicio del Horizonte Medio coinciden con la expansión de la influencia de las culturas Wari y Tiahuanaco, que a partir del siglo VIII formaron dos verdaderos imperios suprarregionales.
- Crecimiento de la población.
- Organización social jerarquizado.
- Perfeccionamiento de las actividades agropecuarias.
- Perfeccionamiento del arte.
- Surgimiento de estados militaristas-teocráticos.
- Desarrollo de la astronomía.
- Regionalización.

## Cultura o pueblo principal
| Cultura o pueblo | Centro principal | Ubicación                          | Cronología    | Descubridor (es) | Observaciones                          |
| ---------------- | ---------------- | ---------------------------------- | ------------- | ---------------- | -------------------------------------- |
| Moche            | Moche            | Costa norte de los Andes centrales | 100 -700 d. C | Max Uhle         | Desarrollo de la cerámica escultórica. |

## Otras culturas o pueblos
| Cultura o pueblo                 | Centro principal                         | Ubicación                                            | Cronología                                                                     | Descubridor (es)                                   | Observaciones |
| -------------------------------- | ---------------------------------------- | ---------------------------------------------------- | ------------------------------------------------------------------------------ | -------------------------------------------------- | --- |
| Topará                           | Costa centro-sur de los Andes centrales. | Ica                                                  | 500 a. C. - 100 d. C.                                                          | Julio C. Tello, Toribio Mejía Xesspe               | Desarrollo textil, uso de tumbas y desarrollo de cerámicas y ceremonias funerarias, predecesor de la cultura Paracas Cavernas (700 a. C. - 500 d. C.) y antecesor de la cultura Nazca, la cual finalmente se impuso.                                                                        |
| Vicús                            | Cerro de Vicús                           | Costa norte de los Andes centrales.                  | 500 a. C. - 500 d. C.                                                          | Ramiro Matos Mendieta                              | Desarrollo de metalurgia y orfebrería, se usan sistemas de riego avanzados y se desarrolla como una nación militarista y patriarcal, se empezaron a hacer joyas y huacos con bastante influencia de Mochica.                                                                                |
| Nazca                            | Cahuachi                                 | Costa centro-sur de los Andes centrales.             | 400 a. C. - 400 d. C.                                                          | Max Uhle                                           | Desarrollo de la cerámica pictórica, práctica y desarrollo de la medicina. Se construyen canales de irrigación en el valle de Nazca, asimismo se construyen las famosas Líneas de Nazca. |
| Tiahuanaco II, III, IV           | Tiahuanaco                               | Altiplano de los Andes centrales, meseta del Collao. | 45 d. C. - 700 d. C. (periodos 2,3 y 4, contemporáneos al intermedio temprano) | Alcide D'Orbigny, Ephraim Squier y Charles Weiner. | Desarrollo de arquitectura ceremonial (monolitos, obeliscos, pirámides y templos semisubterráneos) y urbana. Desarrollo de agricultura con camellones (Waru-Warus) y chulpas (lagunas artificiales y subterráneas)[cita requerida].                                                         |
| Huarpa                           | Ñahuimpuquio                             | Centro de los Andes Centrales.                       | 200 a. C. - 500 d. C.                                                          | Luis Lumbreras                                     | Grandes innovaciones en construcciones hidráulicas, adaptaciones biológicas y construcción de andenes. Se consigue un incremento de explotación agrícola, a partir de esta cultura se formó el Imperio Wari.                                                                                |
| Recuay                           | Copa                                     | Callejón de Huaylas, Andes centrales.                | 200 d. C. - 600 d. C.                                                          | Julio C. Tello                                     | Desarrollo de edificaciones militares por la naturaleza guerrera de la nación y por los conflictos limítrofes con los Moches. Desarrollaron la arquitectura civil asimismo las esculturas líticas heredaron el estilo de Chavín. Su economía se basaba en la ganadería de alpacas y llamas. |
| Cajamarca I y II[cita requerida] | Tantarica                                | Sierra norte de los Andes centrales.                 | 100 a. C. - 500 d. C. (periodos 1 y 2 contemporáneos al intermedio temprano).  | Rafael Larco Hoyle                                 | Las necrópolis cajamarquinas se realizaban en ventanillas, en su etapa clásica contaba con los estilos más variados de los Andes por las influencias de Chavín, Recuay, e incluso comunidades de Ecuador[cita requerida].                                                                   |
| Lima                             | Maranga                                  | -                                                    | -                                                                              | -                                                  | - |